# Ghāzī ʿAbd al-Raḥmān al-Quṣaybī
Ghāzī ʿAbd al-Raḥmān al-Quṣaybī (in arabo غازي القصيبي‎?; Hofuf, 3 marzo 1940 – Riad, 15 agosto 2010) è stato un politico, diplomatico e scrittore saudita.
Faceva parte della famiglia al-Qusaybi, una delle più antiche e ricche famiglie di mercanti dell'Arabia Saudita e del Bahrein. Era considerato uno tra i tecnocrati di più alto livello nell'Arabia Saudita di metà anni '70. La rivista saudita The Majalla lo definì il "padrino del rinnovamento", mentre il giornalista saudita Othman Al Omeir sosteneva che fosse "l'unico grande uomo in Arabia Saudita".

## Biografia
Ghazi 'Abd al-Rahman al-Qusaybi nacque ad Hofuf il 3 marzo 1940. La sua è una delle famiglie più ricche dell'antico regno di Hofuf, del governatorato di Al Ahsa. La famiglia era originaria del Najd. Sua madre apparteneva alla famiglia meccana dei Kateb. Ella morì quando Ghazi aveva nove mesi. Il bambino fu quindi cresciuto da sua nonna.
Ricevette l'istruzione primaria e secondaria in Bahrein, che in quel periodo era un protettorato britannico. Studiò all'Università del Cairo e nel 1961 si laureò in giurisprudenza. Successivamente si trasferì negli Stati Uniti d'America e nel 1964 si laureò in relazioni internazionali alla University of Southern California. Nel 1970 conseguì il dottorato di ricerca in giurisprudenza allo University College di Londra. La sua tesi riguardò la crisi dello Yemen durata dal 1962 al 1967.
Nel 1965 iniziò la sua carriera lavorando come docente all'Università Re Sa'ud di Riad. Ricoprì varie posizioni; fu: professore associato, preside della Facoltà di commercio e capo del Dipartimento di scienze politiche. Nel 1965 divenne consulente legale del comitato per la riconciliazione saudita. Il suo lavoro era legato alla negoziazione con le forze egiziane nello Yemen. Nel 1970 assunse gli incarichi di direttore generale dell'Organizzazione delle ferrovie saudite, presidente della Jubail Petrochemical Company (Sadaf) e della Yanbu Petrochemical Company (Yanpet) e di membro del Public Investment Fund, del Supreme Manpower Council e della Commissione reale per Jubail e Yanbu.
Al-Qusaybi era uno dei tecnocrati degli anni '70 scelti dal governo saudita per l'assegnazione di incarichi pubblici. Nell'ottobre del 1975, re Khalid lo nominò ministro dell'industria e dell'elettricità e mantenne la carica fino al 1983. Nel 1976 propose la creazione di un'azienda a capitale sociale statale che potesse fungere da catalizzatore per l'industrializzazione dell'Arabia Saudita. Più tardi, quell'anno, venne creata con decreto reale la Saudi Basic Industries Corporation (SABIC) e al-Qusaybi ne divenne il presidente.
Nel 1983 venne nominato ministro della salute. Fu rimosso dall'incarico l'anno successivo senza alcuna spiegazione. Il motivo di questo licenziamento è da attribuire probabilmente al fatto che aveva apertamente chiesto e sostenuto gare di appalto trasparenti per gli ospedali regionali. Questa critica si rivolgeva in particolare all'azienda Saudi Oger, di proprietà di Rafik Hariri, che era stato strettamente associato al re Fahd. Poiché al-Qusaybi non fu in grado di incontrare il sovrano di persona, gli scrisse un poema intitolato "Una penna comprata e venduta". Il poema, che fu pubblicato sulla prima pagina di Al Jazirah, accusava indirettamente l'élite al potere, incluso il principe Sultan, fratello del sovrano e allora ministro della difesa, di corruzione. Re Fahd lo licenziò dopo aver letto il poema.
Fu poi ambasciatore in Bahrein dal 1984 al 1992 e ambasciatore nel Regno Unito e in Irlanda dal 1992 al 2002. Per quest'ultimo incarico fu chiamato a sostituire Nasser Almanquor, rimosso perché aveva sostenuto la fatwā (decreto religioso) che chiedeva la morte dello scrittore britannico Salman Rushdie. Nel 1999 si candidò al ruolo di direttore generale dell'UNESCO. Non fu eletto, venendo sorpassato dal diplomatico giapponese Kōichirō Matsuura. Nelle elezioni, Matsuura ottenne 34 voti, al-Qusaybi 13. Il mandato come ambasciatore saudita nel Regno Unito e in Irlanda si concluse nel settembre del 2002. Ancora una volta il motivo del suo licenziamento è da ricercare in un breve versetto intitolato You Are the Martyrs, pubblicato dal giornale pan-arabo Al-Hayat a metà aprile, che si suppone lodasse un'attentatrice suicida palestinese. Il poema era presumibilmente dedicato infatti ad un'adolescente palestinese, Ayat Akhras, che si fece esplodere il 29 marzo 2002 nel supermercato Kiryat HaYovel a Gerusalemme, provocando la morte di due israeliani. Al-Qusaybi la descrisse come la "sposa dei cieli" che "resiste al criminale" e "bacia la morte con un sorriso". Il poema includeva anche punti di vista critici sugli Stati Uniti e sull'élite politica e intellettuale araba che, per l'autore, non si assumeva alcuna responsabilità in merito al conflitto arabo-israeliano. Prima della sua rimozione dal suo incarico da parte del governo saudita, al-Qusaybi aveva subito la censura da parte del governo britannico a causa del suddetto poema.
A metà settembre del 2002 venne nominato ministro dell'acqua e dell'elettricità, quando il ministero dell'agricoltura e dell'acqua venne diviso in due corpi ministeriali indipendenti. Il suo mandato durò fino all'aprile del 2004. Durante questo periodo, al-Qusaybi fu anche nominato membro del consiglio di amministrazione della Saudi Aramco, ufficio che mantenne fino all'ottobre del 2004. Il 13 aprile 2004 re Fahd lo nominò ministro del lavoro in seguito alla divisione del ministero del lavoro e degli affari sociali in due. Contribuì a promuovere la strategia nazionale della saudizzazione nella pratica e motivò le imprese private a impiegare una percentuale maggiore di cittadini sauditi. Mantenne l'ufficio fino alla sua morte nel 2010 e gli succedette Adel Fakeih.
Dal 2000 al 2010 fu membro del comitato onorario di pittura e mecenatismo. Partecipò attivamente all'organizzazione dei suoi primi e secondi programmi svoltisi a Londra nel 2000 e a Riad nel 2001.

## Opinioni
Nel 1980, quando all'epoca era ministro dell'industria e dell'elettricità, affermò che la politica estera americana era "insicura, isolatrice e aveva la tendenza a rinunciare". Criticò anche l'approccio dei media statunitensi verso l'Arabia Saudita. Durante il suo mandato come ambasciatore nel Regno Unito e in Irlanda, descrisse Osama bin Laden come "un mostro umano" nel periodo immediatamente successivo agli attentati dell'11 settembre 2001 in un'intervista al programma HARDtalk della BBC. Nel 2002 sostenne che i kamikaze "sono morti per onorare la parola di Dio". In risposta alle critiche dei gruppi ebraici sul suo poema, You Are the Martyrs, difese la sua posizione e accusò Israele di "aver commesso crimini di guerra". Espresse il suo sostegno per la soluzione dei due Stati per il conflitto arabo-israeliano e per l'iniziativa di pace araba sostenuta dal governo saudita. Durante lo stesso periodo, disse che "l'occupazione israeliana della Cisgiordania e di Gaza è peggiore di qualsiasi altra esperienza europea sotto la Germania nazista".
Era apparentemente un critico della società conservatrice saudita. Era infatti un alleato del re Abd Allah per quanto riguardava le sue iniziative di riforma. Era noto per le sue opinioni religiose liberali. Era contrario al terrorismo e all'estremismo e chiese una riforma democratica nel regno, anche se sosteneva che dovesse essere un processo molto graduale. Fu etichettato dai radicali come "un occidentale, infedele, laico e ipocrita", e sperimentò una campagna ideologica sistematica e intensa contro di lui. Più specificamente, Osama bin Laden in un messaggio registrato nel 2006, lo definì un "liberale da quinta colonna".
Durante il suo mandato come ministro del lavoro, sostenne l'idea che alle donne saudite dovessero essere offerte più opportunità di lavoro. Affermò anche che i sauditi erano interessati solo a lavori ben retribuiti e facili. Nel 2008 servì hamburger per tre ore in un ristorante fast food di Gedda, un lavoro solitamente svolto da lavoratori non sauditi. Più tardi, in una conferenza stampa, disse ai giovani sauditi che questo tipo di lavoro non era disonorevole. Nel 2008 mise in guardia contro l'aumento del razzismo tra i sauditi verso i milioni di lavoratori stranieri. Tuttavia, nel gennaio 2009, quando una significativa crisi finanziaria colpì tutti i paesi, mise in guardia le imprese saudite dallo sfruttamento della crisi come motivo per il licenziamento dei cittadini sauditi e suggerì loro di licenziare i lavoratori stranieri nel paese.

## Opere letterarie e altri scritti
Fu uno degli scrittori più venduti nel mondo arabo e inoltre era un significativo poeta diplomatico. Pubblicò quasi quaranta libri, la maggior parte dei quali erano raccolte di sue poesie, che forniscono "immagini di una più semplice cultura del deserto". I suoi romanzi erano per lo più basati sul tema della corruzione, dell'alienazione araba, dell'amore, dei tabù e delle condizioni degli stati arabi. In Freedom Apartment, noto anche come An Apartment Called Freedom, (1994), uno dei suoi romanzi più noti, si parla delle vite di quattro cittadini del Bahrein che hanno lasciato le loro case per studiare all'Università del Cairo negli anni '60. Il romanzo riflette anche la sua esperienza nella capitale egiziana. Un altro romanzo, Sab'ah (2003), è una " satira " e "descrive la realtà araba attraverso sette personaggi che hanno idee e lavori diversi e che stanno flirtando con la stessa donna". A Love Story (2002) narra la vita di un romanziere che sta morendo in un letto d'ospedale, sognando i ricordi della sua passata storia d'amore con una donna sposata.
Pubblicò anche libri di saggistica, tra cui un'autobiografia, intitolata Yes, (Saudi) Minister! A lifetime in Administration (1999) e The Gulf Crisis, che offre il racconto di un insider della reazione araba all'invasione del Kuwait perpetrata da Saddam Hussein. In altri saggi si concentrò sui rapporti tra il mondo arabo e quello occidentale. Alcuni dei suoi libri, tra cui An Apartment Called Freedom, furono banditi per lungo tempo in Arabia Saudita. La ragione del divieto era che le sue opere erano spesso critiche nei confronti dei regimi al potere nella regione e includevano una rappresentazione satirica di costumi sociali e politici. All'inizio dell'agosto del 2010, appena due settimane prima della sua morte, questo divieto fu revocato a causa dei suoi contributi al paese.
I suoi romanzi in arabo sono i seguenti:
- Al-'Uṣfūrīyah, 1996. (العصفورية)
- Humā, 2001. (هما)
- Danaskū, 2002. (دنسكو)
- Rajul Jā'a wa-Dhahab, 2002. (رجل جاء وذهب)
- Salmá, 2002. (سلمى)
- Sab'ah, 2003. (سبعة)
- Ḥikāyat Ḥub, 2004. (حكاية حب)
- Abū Shallākh al-Barmā'ī, 2006. (أبو شلاخ البرمائي)
- Al-Jinnīyah, 2006. (الجنية)
- Alzahāymar, 2010. (ألزهايمر)

Due dei suoi romanzi furono tradotti in inglese:
- Seven, traduzione di Basil Hakim and Gavin Watterson, Saqi Books (1999), ISBN 0-86356-088-1
- An Apartment Called Freedom (Shiqqat al-Ḥurrīyah, 1994, (شقة الحرية)), traduzione di Leslie McLoughlin, Kegan-Paul (1996) ISBN 0-7103-0550-8

Nel 1989, uno dei suoi libri di poesia fu tradotto anche in inglese, in Australia, da Anne Fairbairn con il titolo Feathers and the Horizon.

## Vita personale
Era sposato con una donna tedesca cresciuta in Bahrein. Ebbero quattro figli, una femmina e tre maschi.

## Morte e funerale
Da tempo affetto di un cancro al colon, alla fine di luglio del 2010 subì un intervento chirurgico presso l'Ospedale specialistico Re Faysal di Riad. Morì il 15 agosto all'età di 70 anni. Le preghiere funebri si tennero lo stesso giorno nella moschea Imam Turki bin Abd Allah di Riad alla presenza del governatore della provincia di Riad Sattam bin 'Abd al-'Aziz Al Sa'ud. La salma fu poi sepolta nel cimitero al-'Ud della capitale. La sua famiglia organizzò un altro servizio funebre per lui in Bahrein.

## Eredità
Asahrqia Chamber iniziò a offrire il Ghazi al-Qusaybi Award per le promettenti aziende di piccole e medie dimensioni, in particolare della provincia orientale del paese. Il premio viene assegnato ogni due anni. Nell'aprile del 2013 la Al Waleed bin Talal Foundation-Global diretta dal principe Al-Walid bin Talal, acquistò la casa di al-Qusaybi di Manama, in Bahrein, per rinnovarla.

## Premi
Nel 2017 la Gulf Petrochemicals and Chemicals Association riconobbe al-Qusaybi come un pioniere del Golfo Persico e gli conferì il GPCA Legacy Award.